# Référendum de 2020 sur la redéfinition du droit de vote en Floride
Un Référendum de 2020 sur la redéfinition du droit de vote a lieu le 3 novembre 2020 en Floride. La population est amenée à se prononcer sur un amendement constitutionnel d'initiative populaire, dit Amendement 1, visant à inscrire dans la constitution de l’État que « tous les citoyens » des États-Unis âgés d'au moins dix huit ans peuvent voter en Floride.
En Floride, les amendements constitutionnels requièrent pour être valides d'être approuvés par une majorité qualifiée de 60 % des suffrages exprimés.
La proposition est approuvée à une large majorité, suffisante pour valider le résultat du scrutin.

## Résultats
| Choix                     | Votes      | %     | Quorum |
| ------------------------- | ---------- | ----- | ------ |
| Pour                      | 8 307 109  | 79,29 | ✔ 60 % |
| Contre                    | 2 169 684  | 20,71 |        |
|                           |            |       |        |
| Votes valides             | 10 476 793 | 94,01 |        |
| Votes blancs et invalides | 668 062    | 5,99  |        |
| Total                     | 11 144 855 | 100   |        |
| Abstention                | 3 297 014  | 22,83 |        |
| Inscrits/Participation    | 14 441 869 | 77,17 |        |